# Francisco Antonio Meléndez de Rivera Díaz
Francisco Antonio Meléndez, (Oviedo, 1682 – Madrid, 1752) va ser un pintor espanyol especialitzat en miniatures i actiu durant el segle xviii.

## Biografia
S'havia traslladat a Madrid amb el seu germà gran, el també pintor Miguel Jacinto Meléndez per a rebre l'ensenyament artístic en el taller del pintor José García Hidalgo. Mentre que Miguel va romandre a Madrid i va aconseguir ser anomenat el 1712 pintor de cambra de Felip V, Francisco Antonio va viatjar a Itàlia el 1699 a la recerca d'una millor posició, establint-se a Nàpols on es va allistar a la infanteria espanyola, a més a més va seguir els seus estudis d'art i es va casar amb María Josefa Durazo y Santo Padre. Prop de vint anys va romandre Francisco Meléndez a l'estranger, va tornar a Madrid el 1717 junt amb la seva família, dona i tres fills, entre ells Luis Eugenio famoso pintor de natures mortes.
Una vegada a Madrid, va retratar el rei Felip V, la seva esposa i resta de familiars, sembla que va ser del grat del monarca per la qual cosa se'l va nomenar pintor de miniatura reial. Es va dedicar sobretot a pintar miniatures que es col·locaven en joies o es feien servir com a regals per als ambaixadors.

## Proyecte per una Acadèmia d'Art
Va presentar una petició al rei en 1726 —sense resposta per part del monarca—, d'un projecte per a la creació d'una Acadèmia de Belles Arts amb l'epígraf:
| «                                                                                           | Primer proyecto de fundación de una Academia de Artes en esta Corte. Año de 1726. Representación a el Rey nuestro Señor poniendo en noticia de S.M. los beneficios que siguen de erigir una Academia de las artes del Diseño, Pintura, Escultura y Arquitectura, a ejemplo de las que se celebran en Roma, París, Florencia y otras grandes ciudades de Italia, Francia y Flandes; y lo que puede ser conveniente a su RI. Servicio, al lustre de esta insigne villa de Madrid, y honra de la Nación Española. | » |
| — Por D. Francisco Antonio Meléndez natural de Oviedo, Pintor de sus Majestades, y Altezas. | |   |

| «                                                                                               | Primer projecte de fundació d'una Acadèmia d'Arts a aquesta Cort. Any de 1726. Representació a el Rei el nostre Senyor posant en notícia de S.M. els beneficis que segueixen d'erigir una Acadèmia de les arts del Disseny, Pintura, Escultura i Arquitectura, a exemple de les que se celebren a Roma, París, Florència i d'altres grans ciutats d'Itàlia, França i Flandes; i el que pot ésser convenient al seu RI. Servei, al llustre d'aquesta insigne vila de Madrid, i honra de la Nació Espanyola. | » |
| — Per D. Francisco Antonio Meléndez natural d'Oviedo, Pintor de les seves Majestats, i Alteses. | |   |

L'escultor reial Juan Domingo Olivieri junt amb el marquès de Villarias, van presentar el 1744 un altre nou projecte a Felip V junt amb una reglamentació per a la fundació d'una Acadèmia d'Arts, aquesta vegada va ser aprovat el 13 de juliol d'aquest mateix any amb el nom de «Junta Preparatoria de l'Acadèmia» i que va ser la que va donar origen l'any 1752 de la definitiva Reial Acadèmia de Belles Arts de San Fernando.
A Francisco Antonio se'l va nomenar director honorari de pintura. Dos anys més tard el 1746, va proposar i va presentar un dibuix per a la creació d'un gran quadre sobre la fundació de l'Acadèmia, que va ser rebutjat pel viceprotector de l'Acadèmia Tiburcio Aguirre, marquès de Villarias i per la confirmació de rebuig del pintor Louis-Michel van Loo que a més a més d'estar d'acord amb Aguirre, va afegir en el seu escrit: «... més sembla el referit dibuix fet per un principiant que comença a inventar que d'un pintor de setanta anys d'exercici.»
A partir d'aquesta data, van començar els problemes i desacords amb la Junta i un encreuament de cartes, demanant satisfaccions i reconeixement d'haver estat un dels fundadors per part de Francisco Antonio Meléndez, el qual va deixar d'assistir a les seves classes i a les reunions de la Junta. Pel que es va demanar formalment al monarca l'expulsió de l'Acadèmia de Francisco Antonio, l'acceptació reial es va realitzar aquell mateix any 1748.